# خونف
خَوْنَف (الاسم العلمي: Gymnopilus)، جنس فطور كاعن الصنف لا يؤكل من فصيلة الحلويات الكاذبة. أنواعه نحو 200، أعطانها إقليم الصنوبريات حيث تعيش على الاخشاب النخرة.